# Sugar Ray Robinson

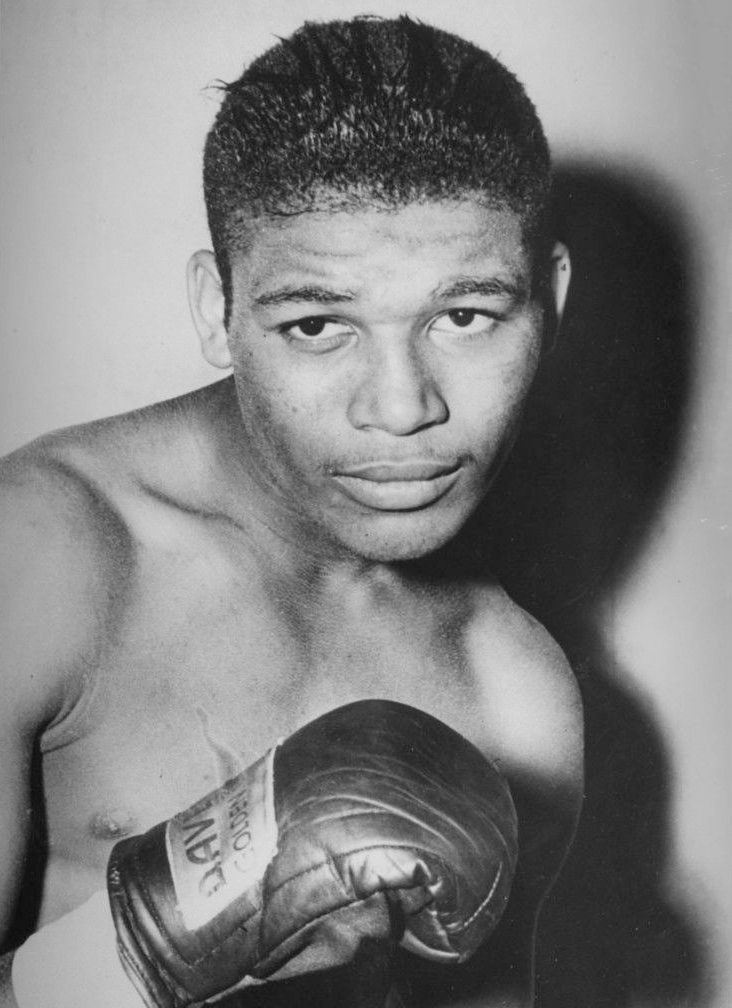
Sugar Ray Robinson 1947.

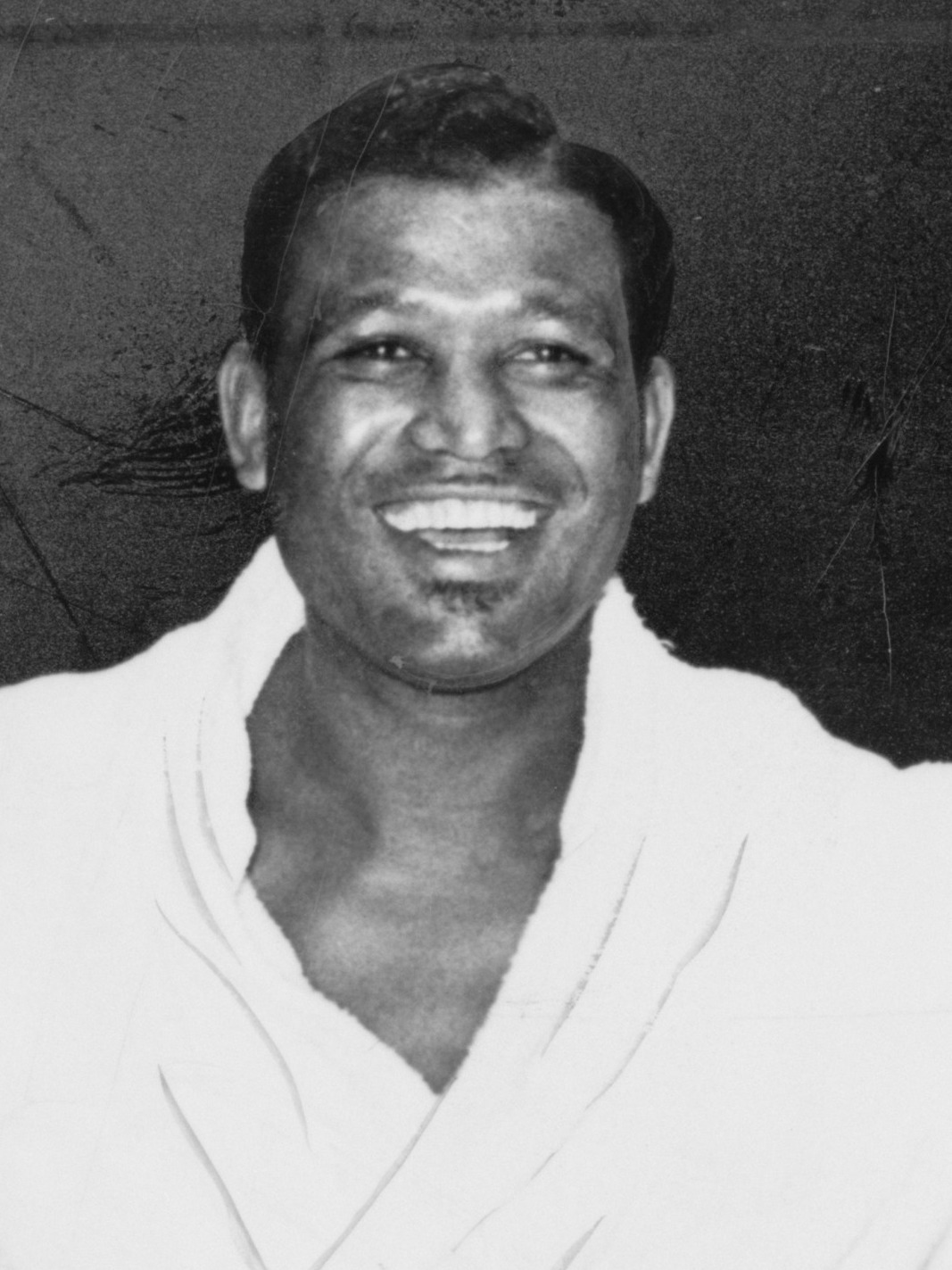
Sugar Ray Robinson 1965.

Sugar Ray Robinson, ursprungligen Walker Smith Jr., född 3 maj 1921 i Ailey i Georgia, död 12 april 1989 i Culver City i Kalifornien, var en amerikansk legendarisk boxare, världsmästare i både weltervikt och mellanvikt. Robinson anses tillsammans med Muhammad Ali vara den främste boxaren någonsin. Robinson innehar flera rekord, bland annat antalet återerövringar i en viktklass (fyra).

## Biografi

### Uppväxt
Sugar Ray Robinson växte upp i Detroit, Michigan, och i Harlem i New York.

### Boxningskarriär
Sugar Ray Robinson troddes bli den stora stjärnan i boxningen vid Olympiska sommarspelen 1940. Robinson blev istället proffs och besegrade alla motståndare tills han 1943 förlorade mot Jake LaMotta, en motståndare han skulle stifta bekantskap med många gånger under sin otroliga karriär. Robinson hade ett fantastiskt fotarbete, strålande teknik och ett fruktat knockoutslag. Muhammad Ali kopierade till stora delar senare Robinsons sätt att boxas.
1946 blev han världsmästare första gången när han tog welterviktstiteln genom att besegra Tommy Bell på poäng. Robinson höll sedan welterviktstiteln fram till 1950 då han avsade sig den. 1951 blev han världsmästare i mellanvikt när LaMotta besegrades på TKO i rond 13. Han förlorade titeln till Randy Turpin men återtog den snabbt. 1952 gjorde han ett misslyckat försök att erövra VM-titeln i lätt tungvikt. Efter att ha besegrat Rocky Graziano samma år drog han sig tillbaka för att satsa på en danskarriär, dock utan större framgång.
1954 var han tillbaka i ringen och året efter blev han mellanviktsmästare för tredje gången när Carl "Bobo" Olson besegrades. Han förlorade titeln 1957 till Gene Fullmer men återtog den igen. Året efter förlorade han titeln ännu en gång men återtog den snabbt en fjärde gång när Carmen Basilio besegrades.
Efter denna sista återerövring behöll Robinson VM-titeln till 1960 då han förlorade den till Paul Pender. Robinson gjorde flera försök efter det att bli mellanviktsmästare en sjätte gång. Han gick sin sista match 1965. Han vann totalt 174 matcher (109 på K.O), förlorade 19 och 6 oavgjorda. Noteras ska att de flesta av förlusterna kom i slutet av en magnifik karriär.
Han är  medlem i boxningens Hall of Fame.